# Trzykolne Młyny
Trzykolne Młyny – osada w Polsce położona w województwie wielkopolskim, w powiecie poznańskim, w gminie Kórnik, w dolinie Warty na granicy Rogalińskiego Parku Krajobrazowego, przy drodze powiatowej nr 2464 ze Zbrudzewa do Świątnik.
W latach 1975–1998 miejscowość administracyjnie należała do województwa poznańskiego.
Dawniej Trzykolne Młyny były osadą olęderską. W XIX wieku wieś zamieszkana była przez 38 osób – głównie ewangelików.